# Raphia rostrata
Raphia rostrata är en enhjärtbladig växtart som beskrevs av Karl Ewald Maximilian Burret. Raphia rostrata ingår i släktet Raphia och familjen Arecaceae. Inga underarter finns listade i Catalogue of Life.